# チャリで来た

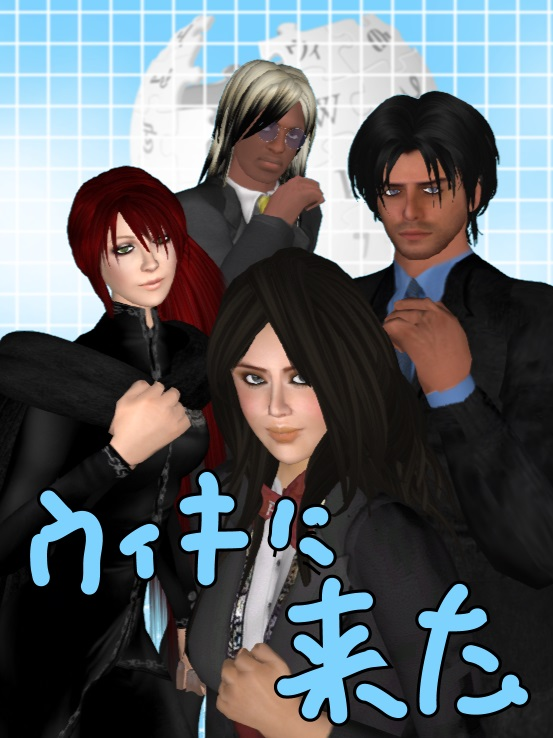
パロディ例

『チャリで来た』（チャリできた）は、2008年頃に撮影されたプリクラ写真。写っているのはヤンキー姿でガッツポーズをする4人の中学1年生男子であり、「チャリで来た。」という水色の手書き文字が重ねられている。背伸びしてヤンキーらしいポーズをきめガンを飛ばしているが、自転車利用をアピールするあたりに子供っぽさが隠しきれていないという絶妙なギャップがウケて、2008年からネットで拡散し、多くのパロディやコラ画像を生み出した。この写真は「日本一有名なプリクラ」と呼ばれ、2010年代の日本のネットユーザーならばまず一度は目にしているほどよく知られている。

## 経緯
写真に写っている4人は当時中学1年生で、学校は別々だが同じ少年野球チームに所属する気の置けないヤンキー仲間だった。彼らは『チャンプロード』を読んで GALFY というヤンキー向けファッションブランドに興味を惹かれ、友人宅に集まって泊っているときに「明日みんなで買いに行こうぜ！」という話になった。翌日の早朝、彼らはハンドルを上げたりしたヤンキー仕様の改造自転車（改チャリ）にまたがり、横浜の港南から二俣川までなかば遠足気分で一時間半ほどかけて走っていった。しかし店に着いてみると、GALFY の服はどれも1点数万円と高額で中学生の小遣いではとても手が届かないと分かった。失望した彼らは仕方なく店を出て、悔しまぎれにゲームセンターに入りひとしきり遊んだあと、プリクラで撮影したのがこの写真である。当時まだプリクラは行列ができるほど人気が高く一回の撮影時間も短かったため、画面右端の男性が急かされるまま咄嗟に書いたのが「チャリで来た。」というフレーズだった。従ってこのフレーズに深い意味はない。
その後、画面左端の男性が前略プロフィールにこの写真を載せていたところ、撮影から数か月後に誰かがこれを2ちゃんねるに無断転載した。これを契機に写真はバカ画像としてネットで爆発的に拡散し、多くのパロディやコラ画像が作られるなど様々にイジり倒されるようになった。ネットでの拡散はほどなく本人らも知るところとなり、当初は本人らもあまり気に留めていなかったが、その後は他校の不良がわざわざ喧嘩を売りに来る、なぜか住所が流出する、殺人犯というデマを流される、面白画像を特集した雑誌に無断転載されるなど散々な目に遭うはめとなった。
またネット以外でも広まり漫画等でもしばしばパロディが行われている。お笑いコンビオードリーの若林正恭が語ったところでは、「チャリ」の部分を空白にした画像が、芸人の大喜利ライブでお題に使われていたという。
2018年6月11日には「チャリで来た」と言う文字を書いた男性がテレビ朝日系列のTV番組『激レアさんを連れてきた。』に出演、当時の思い出や影響を語っている。この中ではミーム化したことで被害を受ける一方で、ミュージシャンに真似されるなど良いこともあったとも語っている。また出演を伝えたYahoo!ニュースの記事には4000件のコメントが寄せられ、そのほとんどが温かいものであったという。

## 影響
- 2012年に原宿に存在したニコニコ本社設置のプリントシール機には「チャリで来た」のフレームが実装されていた[13]。
- 2015年に GLAY は東京ドーム公演で「チャリで来た」をパロディしたアーティスト写真を大型スクリーンに投影した[3]。
- 2016年にラッパー SLOTH がこの写真にインスパイアされた楽曲『チャリで来た』を当人らの了解を得てリリースした[14]。2018年に 『激レアさんを連れてきた。』で紹介されると Yahoo トレンド検索で2位、iTunes HIPHOP MV チャートでは BTS を抑えて1位になるほどの話題となった[14]。
- 2017年8月9日に発売された『別冊少年マガジン』2017年9月号の表紙は諫山創の漫画『進撃の巨人』の登場人物であるエレン・ミカサ・アルミン・リヴァイの4人が「チャリで来た」のポーズをとったものだった[15]。その後、同イラストが大分県日田駅前に「日田に来た。」というパロディ看板となり設置されている。
- 野田サトルの漫画『ゴールデンカムイ』184話の扉絵では、「イヌで来た。」[16]と題し、登場人物の杉元佐一・鯉登音之進・月島基・谷垣源次郎がポーズをとったパロディが行われた[17]。 2019年12月に幕張メッセで開催された集英社の「ジャンプフェスタ2020」では顔出しパネルに用いられるなど[2]、2020年12月にはアニメの番外編としてWEB公開された「ゴールデン道画劇場」の一編として「イヌで来た。編」が公開され、アニメイトではアニメ関連グッズの購入特典として「イヌで来た。」プリクラ風シールが配布された[18]。
- 2021年に公開された映画『東京リベンジャーズ』では、北村匠海演じるタケミチや磯村勇斗が演じるアッくんなどの作中の人物登場人物5人がポーズを取り、「溝高5人衆で来た」と書かれたプリクラが登場した[19]。
- 2023年9月に落語協会で真打に昇進した4人の落語家のポスターの決めポーズは「チャリで来た」のオマージュである[20]。発案者は柳家かゑる改メ二代目柳家平和[21]。